# Сплаве (Вжесінський повіт)
Сплаве (пол. Spławie) — село в Польщі, у гміні Колачково Вжесінського повіту Великопольського воєводства.
Населення — 51 особа (2011).
У 1975-1998 роках село належало до Познанського воєводства.

## Демографія
Демографічна структура станом на 31 березня 2011 року:
|          | Загалом | Допрацездатний вік | Працездатний вік | Постпрацездатний вік |
| -------- | ------- | ------------------ | ---------------- | -------------------- |
| Чоловіки | 30      | 4                  | 22               | 4                    |
| Жінки    | 21      | 3                  | 13               | 5                    |
| Разом    | 51      | 7                  | 35               | 9                    |